# Heide Seyerling
Heide Seyerling (* 19. August 1976 in Port Elizabeth) ist eine ehemalige südafrikanische Leichtathletin, die sich auf den Sprint spezialisiert hat. Ihre größten Erfolge feierte sie mit Medaillen in Staffelbewerben bei Afrikameisterschaften, darunter die Goldmedaille in der 4-mal-400-Meter-Staffel 2006.

## Sportliche Laufbahn
Erste internationale Erfahrungen sammelte Heide Seyerling vermutlich im Jahr 1994, als sie bei den Juniorenafrikameisterschaften in Algier in 23,59 s die Goldmedaille im 200-Meter-Lauf gewann und sich über 100 Meter in 11,69 s die Silbermedaille sicherte. Zudem gewann sie mit der südafrikanischen 4-mal-100-Meter-Staffel in 46,15 s ebenfalls eine Silbermedaille. Anschließend siegte sie bei den Juniorenweltmeisterschaften in Lissabon in 22,80 s über 200 Meter und schied im 100-Meter-Lauf mit 11,62 s im Halbfinale aus. Zudem wurde sie mit der Staffel im Finale disqualifiziert. Im Jahr darauf wurde sie bei den Weltmeisterschaften in Göteborg in der ersten Runde über 200 Meter wegen einer Bahnübertretung disqualifiziert. 1998 gewann sie bei den Afrikameisterschaften in Dakar in 22,89 s die Bronzemedaille über 200 Meter hinter den Nigerianerinnen Falilat Ogunkoya und Rose Aboaja und belegte über 100 Meter in 11,52 s den fünften Platz. Anschließend gelangte sie bei den Commonwealth Games in Kuala Lumpur mit 23,07 s auf den fünften Platz über 200 Meter. Im Jahr darauf schied sie bei den Weltmeisterschaften in Sevilla mit 23,59 s in der Vorrunde über 200 Meter aus und kam mit der Staffel mit 44,35 s nicht über den Vorlauf hinaus. Anschließend schied sie bei den Afrikaspielen in Johannesburg mit 24,37 s im Halbfinale über 200 Meter aus und belegte in 52,27 s den siebten Platz im 400-Meter-Lauf. 2000 nahm sie an den Olympischen Sommerspielen in Sydney teil und belegte dort in 50,05 s im Finale den sechsten Platz über 400 Meter.
2001 schied sie bei den Weltmeisterschaften im kanadischen Edmonton mit 50,87 s im Halbfinale über 400 Meter aus und im Jahr darauf belegte sie bei den Commonwealth Games in Manchester in 52,87 s den fünften Platz. Anschließend verzichtete sie bei den Afrikameisterschaften in Radès im Finale über 400 Meter auf ein Antreten. 2003 schied sie bei den Weltmeisterschaften nahe Paris mit 51,89 s im Semifinale über 400 Meter aus, ehe sie bei den Afrikaspielen in Abuja in 52,45 s den sechsten Platz belegte. Zudem gewann sie dort mit der 4-mal-100-Meter-Staffel in 44,44 s gemeinsam mit Dikeledi Moropane, Geraldine Pillay und Kerryn Hulsen die Silbermedaille hinter dem nigerianischen Team. Im Jahr darauf gelangte sie bei den Afrikameisterschaften in Brazzaville mit 51,67 s auf den fünften Platz über 400 Meter und gewann mit der 4-mal-100-Meter-Staffel in 44,42 s gemeinsam mit Dikeledi Moropane, Adri Schoeman und Geraldine Pillay die Silbermedaille hinter dem Team aus Nigeria und sicherte sich auch in der 4-mal-400-Meter-Staffel in 3:30,12 min gemeinsam mit Surita Febbraio, Adri Schoeman und Estie Wittstock die Silbermedaille hinter dem Senegal und stellte damit einen neuen Landesrekord auf. Anschließend nahm sie über 200 Meter an den Olympischen Sommerspielen in Athen teil und schied dort mit 23,66 s in der ersten Runde aus. 2006 belegte sie bei den Afrikameisterschaften in Bambous in 53,26 s den vierten Platz über 400 Meter und siegte mit der 4-mal-400-Meter-Staffel in 3:36,88 min gemeinsam mit Amanda Kotze, Estie Wittstock und Janet Wienand. Im Jahr darauf bestritt sie ihren letzten offiziellen Wettkampf und beendete daraufhin ihre aktive sportliche Karriere im Alter von 30 Jahren.
In den Jahren 1998 und 1999 wurde Seyerling südafrikanische Meisterin im 100-Meter-Lauf sowie von 1998 bis 2002 und 2004 über 200 Meter und von 2001 bis 2005 auch über 400 Meter.

## Persönliche Bestleistungen
- 100 Meter: 11,31 s (0,0 m/s), 12. Februar 2000 in Durban
- 200 Meter: 22,63 s (+1,8 m/s), 4. März 2001 in Durban
- 400 Meter: 50,05 s, 25. September 2000 in Sydney